# 瀨見溫泉車站
瀨見溫泉車站 （日语：／ Semi-onsen eki */?）是一由東日本旅客鐵道（JR東日本）所經營的鐵路車站，位於日本山形縣最上郡最上町，是JR東日本陸羽東線沿線的一座無人車站。瀨見溫泉車站位於JR東日本仙台支社的管轄範圍內，由新庄車站負責管理。

## 車站結構
瀨見溫泉車站是一個僅設有一座側式月台一條乘車線的小型車站。但比較特殊的是在過去該站原設有一座島式月台兩條路線，且目前仍在使用的是遠離站房側的舊下行線，而撤除靠近站房的舊上行線，因此旅客必須先利用站房與月台之間、過去用來跨越舊上行線用的人行平交道往返月台。
車站位在一個狹窄的河谷內，南側直接面對著與陸羽東線平行的國道47號（北羽前道路），鄰近地區的住宅大都集中於國道旁，而北側則是無人居住的山區。與車站同名的鄰近觀光地瀨見溫泉與車站之間隔著小國川的河谷相望，需步行10分鐘左右才能抵達。

## 相鄰車站
東日本旅客鐵道
■陸羽東線
鵜杉－瀨見溫泉－東長澤

## 外部連結
- 瀨見溫泉車站（JR東日本） （页面存档备份，存于）（日語）

38°45′18.45″N 140°25′10.22″E / 38.7551250°N 140.4195056°E